# Gail Ross

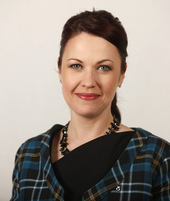
Gail Ross

Gail Ross ist eine schottische Politikerin und Mitglied der Scottish National Party (SNP).

## Leben
Ross wuchs im schottischen Nordosten in Reiss sowie der nahegelegenen Stadt Wick auf. Zwischenzeitlich lebte sie in Glasgow und Edinburgh. An der Universität Glasgow studierte Ross Marketing und PR-Management; später Anglistik und Psychologie. Sie ist verheiratet und Mutter eines Sohnes.

## Politischer Werdegang
In einer Nachwahl im Jahre 2011 wurde Ross für die SNP im Wahlkreis Wick in den Rat von Highland gewählt. Bei den regulären Ratswahlen im darauffolgenden Jahr hielt sie ihr Mandat.
Ross war für den SNP-Abgeordneten des umgebenden Wahlkreises Caithness, Sutherland and Ross, Rob Gibson, tätig. Als dieser zu den schottischen Parlamentswahlen 2016 nicht mehr antrat, wurde Ross als Nachfolgerin nominiert. Trotz eines geringeren Stimmenanteils, verteidigte Ross am Wahltag das Mandat für die SNP vor dem Liberal-Demokraten Jamie Stone. Im schottischen Parlament ist Ross Mitglied der Ausschüsse Equalities and Human Rights sowie Rural Economy and Connectivity.